# Didymochlamys
Didymochlamys es un género con dos especies de plantas con flores perteneciente a la familia de las rubiáceas. 

## Especies
- Didymochlamys connellii N.E.Br. (1901).
- Didymochlamys whitei Hook.f. (1872).